# Doğa Derneği
Doğa Derneği (DD) ist ein Vogel- und Naturschutzverband in der Türkei. Die 2002 gegründete Organisation ist Partner von BirdLife International.
DD führt Monitoring und Schutzprogramme für einzelne Arten durch und beschränkt sich dabei nicht nur auf Vögel, sondern setzt sich auch für die Lebensräume beispielsweise des anatolischen Leoparden und von Landschildkröten ein. In 30 Key Biodiversity Areas (KBAs) der 305 türkischen KBAs werden grenzüberschreitend Schutzprojekte in Kooperation mit anderen Organisationen durchgeführt. In "Nature Schools" versucht Doğa Derneği Menschen für den Naturschutz zu gewinnen.
Die Organisation setzt sich für den Schutz des KBA im Tigris-Tal ein, das durch den Bau des hoch umstrittenen Ilısu-Staudamms bedroht ist. DD begrüßte 2009 die Entscheidung Deutschlands, sich aus dem Staudamm-Projekt zurückzuziehen. Ziel des Verbandes war, dass der Damm nicht gebaut wird.